# Agropyropsis lolium
Agropyropsis lolium là một loài thực vật có hoa trong họ Hòa thảo. Loài này được (Balansa) A.Camus mô tả khoa học đầu tiên năm 1935.